# Dyzma Gałaj

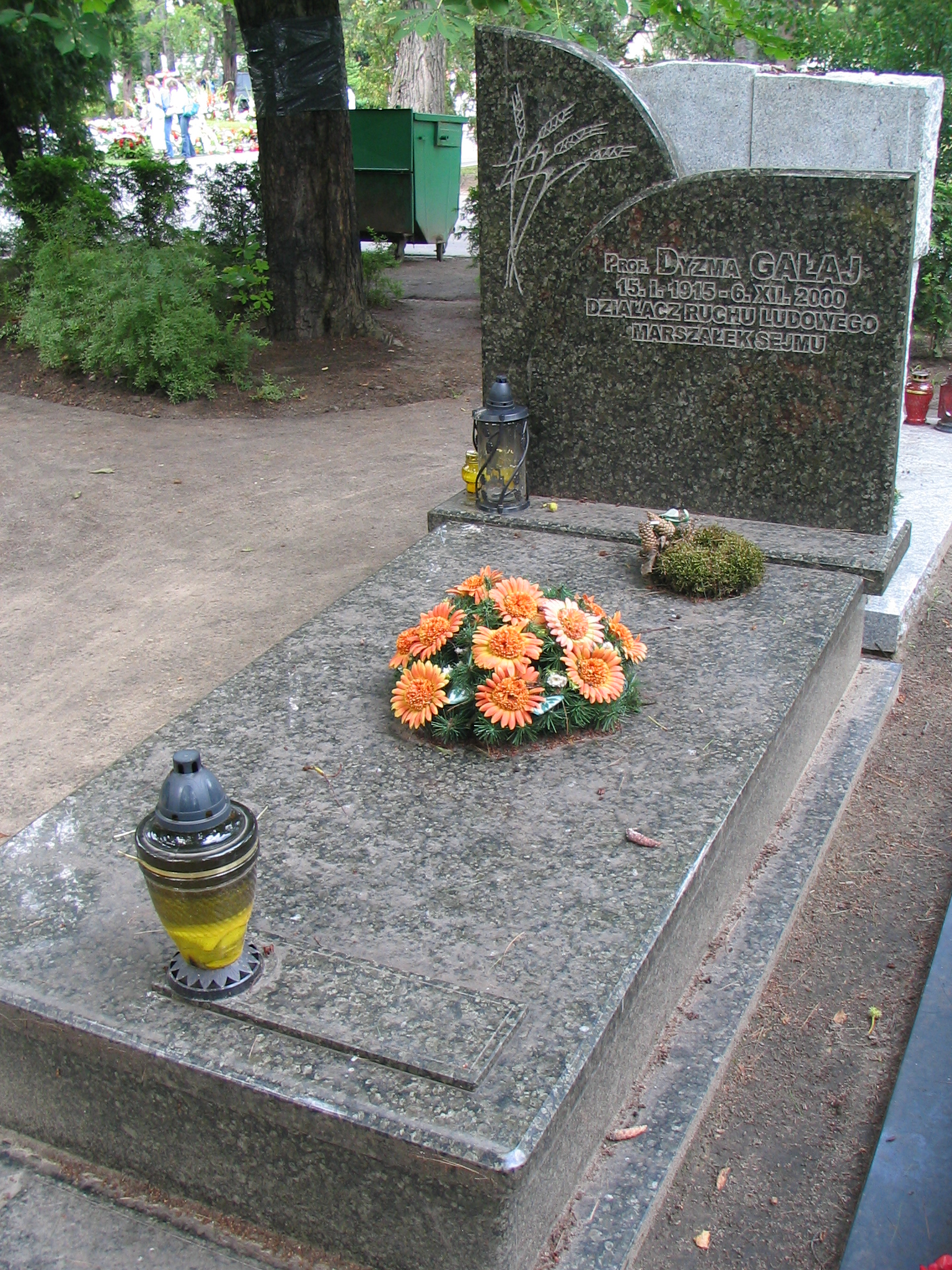
Grób Dyzmy Gałaja na Cmentarzu Wojskowym na Powązkach w Warszawie, 22 lipca 2008

Dyzma Kazimierz Gałaj (ur. 15 stycznia 1915 w Mystkowicach, zm. 6 grudnia 2000 w Warszawie) – polski socjolog, profesor zwyczajny nauk ekonomicznych, działacz ruchu ludowego. Poseł na Sejm PRL IV, V, VI i VII kadencji, marszałek Sejmu V kadencji, członek Rady Państwa (1972–1976).

## Życiorys
Pochodził z rodziny chłopskiej. Ukończył studia socjologiczne na Uniwersytecie Łódzkim (1950), w 1959 obronił doktorat ekonomiki rolnictwa w Szkole Głównej Gospodarstwa Wiejskiego w Warszawie, w 1970 uzyskał tytuł profesora nadzwyczajnego, w 1977 profesora zwyczajnego nauk humanistycznych. Był wieloletnim członkiem stronnictw ludowych – należał od 1947 do Stronnictwa Ludowego, następnie do Zjednoczonego Stronnictwa Ludowego; działał w organach przewodnich ZSL – w latach 1949–1953 i 1956–1984 członek Naczelnego Komitetu, w latach 1969–1976 członek prezydium NK, w latach 1971–1973 wiceprezes NK; w latach 1969–1971 i 1972–1976 przewodniczył klubowi poselskiemu ZSL. Był w konflikcie ze swym następcą na stanowisku marszałka Sejmu i prezesem NK ZSL, Stanisławem Gucwą, co zakończyło się jego polityczną marginalizacją. Uważany był za najgorętszego zwolennika marksizmu wśród działaczy wysokiego szczebla ZSL, do czego sam wielokrotnie się przyznawał.
W latach 1936–1939 pracował jako nauczyciel, poprzednio związał się z Komunistycznym Związkiem Młodzieży Wiejskiej. Podczas II wojny światowej współpracował z Robotniczą Partią Polskich Socjalistów, Stronnictwem Ludowym „Wola Ludu” i Polską Partią Robotniczą. Działał w ruchu oporu (Stronnictwo Ludowe „Roch”, Bataliony Chłopskie); więziony na Pawiaku. Po wojnie działał w Związku Młodzieży Wiejskiej RP „Wici” (m.in. wiceprezes zarządu głównego). W latach 1946–1948 pracownik naukowo-dydaktyczny Wyższej Szkoły Gospodarstwa Wiejskiego w Łodzi, w Wyższej Szkole Rolniczej we Wrocławiu (1951–1952), a w latach 1948–1956 w Wyższej Szkoły Rolniczej w Olsztynie (w latach 1950–1951 prorektor uczelni). W latach 1956–1964 był redaktorem naczelnym miesięcznika „Wieś Współczesna”, w latach 1959–1970 pracował w SGGW, pracował również w Szkole Głównej Planowania i Statystyki w Warszawie. W latach 1964–1971 kierownik Zakładu Badań Rejonów Uprzemysławianych Polskiej Akademii Nauk, w latach 1971–1985 dyrektor Instytutu Rozwoju Wsi i Rolnictwa PAN. Założyciel i wieloletni redaktor kwartalnika naukowego „Wieś i Rolnictwo” wydawanego przez Instytut Rozwoju Wsi i Rolnictwa PAN. Na przełomie lat osiemdziesiątych i dziewięćdziesiątych zajmował się problematyką aktywizacji gospodarczej i zawodowej mieszkańców wsi dotkniętych przemianami ustrojowymi. Uważał, że kapitalistyczne przemiany przyniosą Polsce, a w szczególności wsi więcej szkód niż korzyści.
W latach 1965–1980 był posłem na Sejm PRL IV, V, VI i VII kadencji. W lutym 1971 został wybrany na marszałka Sejmu, zastępując do końca kadencji (luty 1972) Czesława Wycecha. W trakcie sprawowania mandatu reprezentował okręgi Częstochowa, Kutno oraz Ciechanów, zasiadał zaś w komisjach Nauki i Postępu Technicznego, Rolnictwa i Przemysłu Spożywczego oraz Pracy i Spraw Socjalnych. Uważany był za osobę powiązaną ze środowiskiem gen. Mieczysława Moczara. Za główną przyczynę nieobjęcia ponownie stanowiska marszałka Sejmu uważano jego związki z tzw. partyzantami oraz postrzegany jako skandal na ówczesnych salonach politycznych jego rozwód ze znaną w środowisku działaczy ludowych (byłą szefową łączności w Komendzie Głównej Batalionów Chłopskich, ps. „Zofia Zimna”) lekarką, dr Weroniką Dzierżkówną-Gałaj. Prawdopodobne, że wpływ na decyzję o odsunięciu go od kierowania Sejmem wpłynęła jego postawa podczas sprawowania urzędu marszałkowskiego. Dążył do poszerzenia roli Sejmu i jego aktywizacji, a także do wzmocnienia pozycji marszałka izby, czego wyrazem był wywiad udzielony „Życiu Warszawy”, w którym stwierdził, że „Sejm musi być ciałem niezależnym, a swojej działalności powinien kierować się dobrem ogólnym państwa” oraz że „stopniowo widzi warunki do tego, aby Sejm był po prostu Sejmem”, czy przemówienie noworoczne w Sejmie, w którym odwołał się (zresztą wbrew woli kierownictwa Polskiej Zjednoczonej Partii Robotniczej) nie tylko do posłów, ale do całego narodu. Sprawując swój urząd, dążył także do zwiększania liczby samodzielnych, nie wynikających z propozycji rządowych inicjatyw Sejmu oraz, jak uważano, do ograniczenia roli wicemarszałka Andrzeja Werblana (PZPR), który pretendował do roli osoby faktycznie kierującej pracami izby. Krytykował także sposób relacjonowania przez telewizję posiedzeń Sejmu. Niechętnie odnosił się do przygotowywanych przez Kancelarię Sejmu tzw. scenariuszy posiedzeń, stanowiących szczegółowe dyrektywy co do sposobu i treści prowadzenia przez marszałka danych obrad.
W latach 1972–1976 był członkiem Rady Państwa. Sprawował także mandaty radnego w Wojewódzkich Radach Narodowych w Łodzi i Olsztynie (należał tam również do lokalnych władz ZSL). W 1981 wszedł w skład Komitetu dla wydania dzieł wybranych Józefa Chałasińskiego. Zasiadał w Radzie Naukowej Zakładu Historii Ruchu Ludowego.
Opublikował książki: Powstanie Związku Młodzieży Wiejskiej RP „Wici” (1959), Aktywność społeczno-gospodarcza chłopów (1961), Chłopi-robotnicy wsi płockiej (1964), Polityczny ruch chłopski w Polsce (1969); autor artykułów w „Nauce Polskiej”, „Wsi i Rolnictwie”, „Wsi Współczesnej” i innych pismach.
Pochowany na Cmentarzu Wojskowym na Powązkach w Warszawie (kwatera A3 tuje-2-5). W pogrzebie udział wziął m.in. wicemarszałek Sejmu Franciszek Stefaniuk, który pożegnał zmarłego w imieniu Sejmu, a także były marszałek Sejmu PRL i prezes Naczelnego Komitetu ZSL Roman Malinowski, były minister-kierownik Urzędu ds. spraw Wyznań Kazimierz Kąkol oraz wieloletni członek Biura Politycznego Komitetu Centralnego PZPR Kazimierz Barcikowski.

## Ordery i odznaczenia
- Krzyż Komandorski z Gwiazdą Order Odrodzenia Polski (pośmiertnie, 2000)[4]
- Krzyż Komandorski Order Odrodzenia Polski
- Krzyż Kawalerski Orderu Odrodzenia Polski
- Order Sztandaru Pracy I klasy
- Krzyż Walecznych,
- Krzyż Partyzancki,
- Medal 10-lecia Polski Ludowej (1955)[5]
- Medal 30-lecia Polski Ludowej (1974)[6]
- Odznaka 1000-lecia Państwa Polskiego (1966)[7]
- Medal „Za zasługi dla ruchu ludowego” (1984)[8]
- i inne odznaczenia i wyróżnienia